# Estação Liberdade (filme)
Estação Liberdade é um filme brasileiro de 2013, dirigido por Caíto Ortiz.
O longa-metragem conta a história um nikkei em busca da própria identidade.
Em maio de 2013, foi selecionado para a primeira edição do projeto "Encontros com o Cinema Brasileiro".

## Créditos
- Direção: Caíto Ortiz
- Roteiro: Caíto Ortiz, André Godói, Giuliano Cedroni e Maria Fernanda Guerreiro
- Produção: Francesco Civita, Beto Gauss e Leslie Markus
- Produção Executiva: Francesco Civita, Beto Gauss e Bianca Villar
- Produtores Associados: Bianca Villar, Fernando Fraiha, Adriano Civita, Giuliano Cedroni
- Fotografia: Ralph Strelow e Hugo Takeuchi (Japão)
- Direção de Arte: Marcos Carvalheiro
- Montagem: Alexandre Boechat e Doca Corbett
- Trilha sonora original: João Erbetta
- Edição de trilha: Capitão Monga
- Pós-produção de áudio: Punch Audio
- Figurino: Andrea Simonetti
- Produtora: Renata Rezende
- Produção: Prodigo Films

### Elenco
- Cauê Ito
- Fabiula Nascimento
- Carolina Sudati
- Kentaro Inoue
- Paulo Tsuchiya
- Eduardo Chagas
- Renata Sayuri